# Известия Архангельского общества изучения русского севера
Известия Архангельского Общества Изучения Русского Севера — журнал, издававшийся «Архангельским обществом изучения Русского Севера» в период с 1909 года по 1919.

## Тематика
Журнал освещал деятельность «Архангельского общества Изучения Русского Севера», использовался им для привлечения капитала в проекты Русского Севера. Данный журнал должен был стать «Органом изучения Русского Севера» для общества, а не осветителем внутренней жизни Общества.

## История журнала
Журнал начал издаваться в 1909 году и был двухнедельным, затем же, в 1914 году, стал ежемесячным. С 1917 по 1919 годы выходил нерегулярно в связи с тяжёлой ситуацией в стране.
Стоимость издания журнала должна была покрываться подписной платой. Помощь редакции оказывали Общество Архангельских Лесопромышленников, Архангельская городская Дума, Олонецкое губернское земство и ряд отдельных личностей.
В течение нескольких лет редактированием журнала занимался лишь Владимир Андреевич Ленгауэр, совмещавший редакционную работу и профессию инженера-технолога. В 1912 году за работу принялся новый недавно созданный редакционный совет. Сам состав совета ежегодно менялся и через него прошли многие видные люди своего времени. Журнал обладал такой популярностью, что несколько раз его перепечатки появились в таких крупных журналах России, как "Русское судоходство", "Сельский хозяин", "Русские ведомости" и др.
В 1914 году Главное Управление Земледелия и Землеустройства признало "ИАОИРС" изданием, заслуживающим внимания при пополнении библиотек подведомственных заведений Управления. Позже Главное Управление Военно-Учебных заведений рекомендовало журнал в фундаментальные библиотеки подведомственных учебных заведений.  
Также издание предлагало на заказ услугу создания отдельных очерков на различную тематику , связанную с Русским Севером. Оплата в таких случаях была договорная. В качестве примеров подобных изданий можно привести "Ненокский соляной промысел" Ю. Крамера, "Приполярную Россию" Журавского А. В. и пр. Авторами данных публикаций были члены Архангельского Общества Изучения Русского Севера, которые брали в качестве источников материалы из различных библиотек множества министерств.      